# Baltic (navire)
Pour les articles homonymes, voir Baltic.
Le Baltic est un remorqueur de secours allemand mis en service en 2010.
Le navire construit en Espagne par Astilleros Armon appartient à Arbeitsgemeinschaft Küstenschutz (Allemagne), un consortium de compagnies de remorqueurs. Le ministère fédéral des transports allemand a affrété le navire pour protéger le littoral allemand. La Baltic a remplacé le remorqueur Fairplay 26 en tant que remorqueur d'urgence et opère à partir de Warnemünde, dans l'ouest de la mer Baltique. Il a été mis en service le 24 septembre 2010.
Le Baltic dispose d’une traction de 127 tonnes et d’une vitesse maximale de 17 noeuds.
En octobre 2010, quelques jours seulement après sa mise en service, le Baltic a été déployé pour porter assistance lors de l'incendie du ferry Lisco Gloria (en) au large de l'île de Fehmarn.

## Caractéristiques

### Moteur

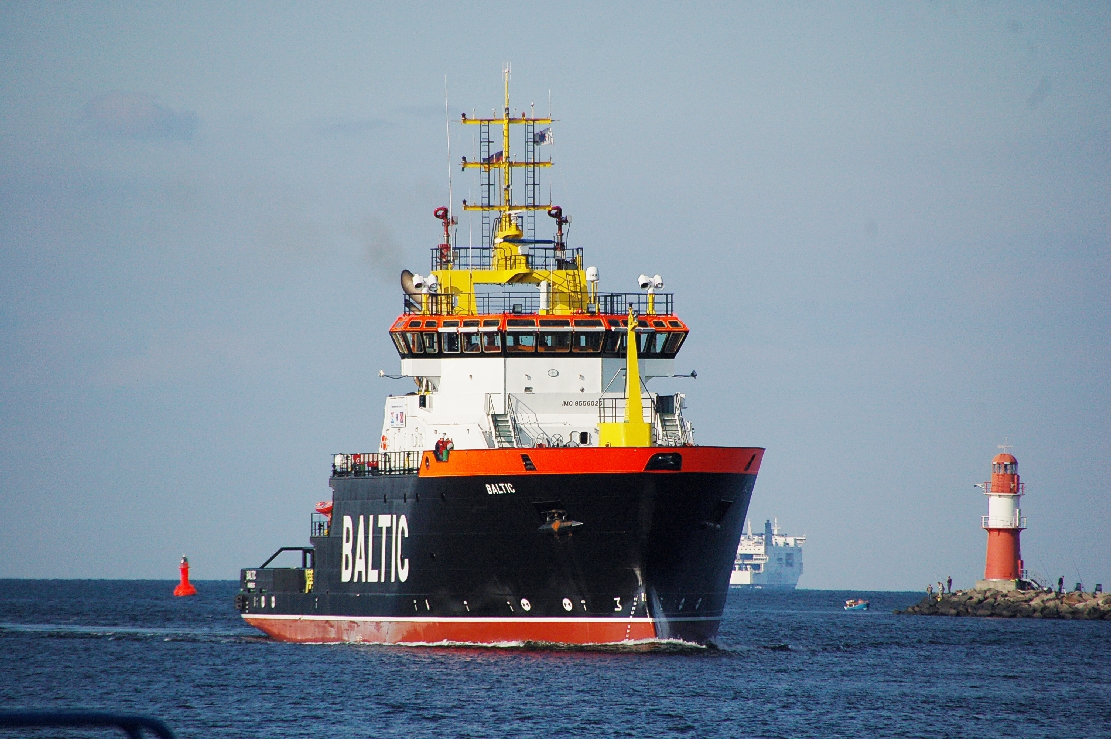
Vue de face

Le Baltic est entraîné par deux moteurs principaux de type General Electric 16V250MDB3, reliés à deux hélices à pas variable Schottel via des transmissions et des arbres de transmission. Les moteurs sont des moteurs diesel à 16 cylindres pouvant fournir 4 239 kilowatts (5 685 ch) chacun à une vitesse nominale de 1 050 tr/min. Les hélices sont encastrées dans des tuyères Kort et ont une vitesse de rotation maximale de 170 tr/min. Deux propulseurs sont installés à l'avant et à l'arrière, respectivement, pour améliorer la manœuvrabilité du navire.
Pour fournir de l'énergie électrique, deux générateurs d'une puissance de 1 500 kVA chacun sont couplés aux arbres de transmissions. De plus, deux générateurs principaux de 500 kVA et une unité d'alimentation de secours (150 kVA) sont installés à bord.

### Équipement
Lors de sa mise en service, le Baltic était le remorqueur le plus puissant de la côte allemande de la mer Baltique. Pour le remorquage, le navire est équipé de deux treuils hydrauliques. Le câble de remorquage a un diamètre de 62 mm et une longueur de 500 m. Deux lances incendies sont installés à bord.

## Crédits
- (en) Cet article est partiellement ou en totalité issu de l’article de Wikipédia en anglais intitulé « Baltic (tug) » (voir la liste des auteurs).